# Ramadasa nisulus
Ramadasa nisulus là một loài bướm đêm trong họ Noctuidae.